# Сазонівка (Лубенський район)
Сазо́нівка —  село в Україні, у Оржицькій селищній громаді Лубенського району Полтавської області. Населення становить 1019 осіб. До 2020 орган місцевого самоврядування — Сазонівська сільська рада. У межі села включені села Кандибівка і Регушівка.

## Географія
Село Сазонівка знаходиться на берегах річки Чевельча (перетворена на систему взаємозв’язаних ставків), яка через 10 км впадає в річку Оржиця, нижче за течією примикає село Чевельча. На річці кілька загат.

## Історія
Виникло на початку 18 ст. як ряд хуторів, які згодом злилися. 1796 на кошти Скаржинських збудовано дерев'яну Воскресенську церкву. На початку 19 ст. село віднесено до Золотоніського повіту. За переписом 1859 в межах сучасного села налічувалося 243 двори і 1122 жителя, які були кріпаками. 1900 – у селі і прилеглих пунктах 274 двори, 1780 жителів. На початку 20 ст. в селі діяли церковнопарафіяльна школа, паровий млин. Щороку відбувалося по 4 ярмарки.Священиком був Білоусов Петро Семенович.При церкві була церковно -приходська школа.Жалованіє священика було 300 р,поштове відділення було в Богодухівці,за 15 верст.
12 червня 2020 року, відповідно до розпорядження Кабінету Міністрів України № 721-р «Про визначення адміністративних центрів та затвердження територій територіальних громад Полтавської області», село увійшло до складу Оржицької селищної громади.
19 липня 2020 року, в результаті адміністративно - територіальної реформи та ліквідації  Оржицького району, село увійшло до складу новоутвореного Лубенського району.

## Символіка
Герб Сазонівки затверджено рішенням сільської ради №11 від 23 березня 2007 року. Автор герба – С. Дерев'янко. На синьому тлі на червоному кетязі калини зі срібним листям сидить золотий соловейко, по боках по 8-променевій срібній зірці. Внизу покладені навхрест золоті лаврова гілка (праворуч) і колос (ліворуч).
Соловей символізує співочі таланти мешканців, зокрема уродженку села Діану Петриненко. Колос – символ хліборобської праці, героїню праці Аду Юрченко, лаврова гілка – символ слави та гордості. Дві зірки символізують двох "зіркових" знаменитостей.

## Політика

### Парламентські вибори, 2019
На позачергових парламентських виборах 2019 року у селі функціонувала окрема виборча дільниця № 530678, розташована у приміщенні сільської ради.
Результати
- зареєстровано 605 виборців, явка 74,05%, найбільше голосів віддано за «Слугу народу» — 47,29%, за Радикальну партію Олега Ляшка — 15,84%, за «Опозиційну платформу — За життя» — 10,41%.[3] В одномандатному окрузі найбільше голосів отримав Фахраддін Мухтаров (самовисування) — 40,81%, за Анастасію Ляшенко (Слуга народу) — 13,90%, за Костянтина Іщейкіна (самовисування) — 9,19%[4].

## Економіка
- ТОВ «Маяк».

## Об'єкти соціальної сфери
- Школа І-ІІ ст.
- Будинок культури.

## Відомі люди

### У Сазонівці народилися
- Паливода Іван Гнатович (1924—2004) — український оперний (ліричний тенор) і концертний співак, педагог, викладач сольного співу Київського вищого музичного училища ім. Р. М. Глієра. Представник Київської вокальної школи.
- Шепелюк Микола Юхимович (1919—2007) — український краєзнавець, організатор музейної справи, педагог.
- Юрченко Ада Дмитрівна (1940—1999) — Герой Соціалістичної Праці (1973), заслужений працівник культури України (1980), керувала хоровою капелою колгоспу «Маяк».
- Діана Петриненко (Паливода) (1930—2018) — українська співачка (сопрано), народна артистка СРСР(1975), лауреат Державної премії України імені Т. Г. Шевченка (1972). Лауреат Всесвітнього фестивалю молоді та студентів у Відні (1959). Мати співака Тараса Петриненка, рідна сестра Івана Паливоди (1924—2004) — українського співака і педагога.